# Lehtoniemensaari
Lehtoniemensaari är en ö i Finland. Den ligger i sjön Niemisjärvi och i kommunen Hankasalmi i den ekonomiska regionen  Jyväskylä ekonomiska region  och landskapet Mellersta Finland, i den centrala delen av landet, 250 km norr om huvudstaden Helsingfors. Öns area är 5,5 hektar och dess största längd är 0,6 kilometer i nord-sydlig riktning.